# Tomme de Savoie
Tomme de Savoie es un queso francés con indicación geográfica protegida a nivel europeo por el Reglamento de la Comisión n.º 1107/96. Como su nombre indica, es un queso de montaña tipo tomme que proviene de los departamentos de Saboya y Alta Saboya, en la región de Ródano-Alpes (Alpes franceses).

## Elaboración
En realidad, hay tantas tomme de Savoie como diferentes valles en Saboya. Se elabora con leche cruda magra de vaca de las razas tarine, (tarentaise) y abondance. La leche de vaca de la raza montbéliarde se ha incluido más tarde, así como recientemente, la holstein.
Para la mayoría de las tommes se usa con leche descremada que queda después de usarse la nata para hacer mantequilla o quesos más ricos. Se elabora a lo largo de todo el año. Y es típico que tengan un sabor algo diferente dependiendo de si las vacas han sido alimentadas con heno de invierno o en pastos de verano. Primero se prensa y luego se deja madurar durante un tiempo de dos a cuatro meses, en una bodega tradicional, que produce la corteza característica y añade sabor y aroma.

## Características
El queso es relativamente poco graso, pues tiene un 30% de materia grasa de promedio (tiene entre 20 y 45 %). Normalmente viene en discos de aproximadamente 18 centímetros y de 5 a 8 de ancho. Pesa entre 1 y 2 kilos. Presenta una corteza natural, espesa, dura, rugosa, de color pardo grisáceo con manchas blancas y amarillas, a veces rojas. No obstante, antes de madurar la corteza es blanca y en esa fase se llama Tomme Blanche. La pasta es prensada, no cocida. Resulta ligeramente pegajosa y blanda. Su color es marfil tirando a amarillo, con pequeños ojos. Emana un olor a bodega y moho. Su sabor resulta suave, a fruta, a nuez, a veces herbáceo.
La forma de consumo tradicional es con un trozo de pan. También puede usarse como ingrediente de recetas, con salchichas o con fruta. Marida bien con vinos tintos (Côtes du Rhône, Alsacia Riesling, Saboya, Mondeuse du Bugey, Moulin-à-Vent) y blancos (Apremont, Crépy, Seyssel).